# Steyregg
Steyregg è un comune austriaco di 5 032 abitanti nel distretto di Urfahr-Umgebung, in Alta Austria; ha lo status di città (Stadtgemeinde).